# Per sempre i un dia
Per sempre i un dia és una escultura-banc de l'artista Lawrence Weiner que està ubicada a la plaça Joan Capri, just al davant del Mercat de Santa Caterina. L'obra és una donació de l'artista a la ciutat de Barcelona gràcies a la intervenció de la Fundació ArtAids. Es va col·locar el mes de febrer i es va inaugurar el març de 2014 en un acte on van intervenir Jaume Ciurana, regidor de cultura de l'Ajuntament de Barcelona, Raimon Blasi, regidor de Comerç, consum i mercats, i el president de la Fundació, Han Nefkens, entre altres personalitats. L'obra es va dur a terme gràcies al patrocini de la Fundació Banc Sabadell.

## Descripció
L'obra està creada amb materials reciclats i està concebuda "com una manera d'expressar que no hi ha cap lògica en l'exclusió". L'obra vol ser un lloc de trobada, per a fomentar el diàleg sobre la lluita contra la sida.